# Хайме (герцог Сеговии)
Инфант Хайме Испанский (Хайме Леопольдо Исабелино Энрике Альберто Алехандро Альфонсо Виктор Амасио Педро Пабло Мария де Бурбон и Баттенберг) (исп. Jaime de Borbón y Battenberg, фр. Jacques-Henri de Bourbon; 23 июня 1908—20 марта 1975) — герцог Сеговии, герцог Анжуйский, второй сын Альфонсо  XIII (1886—1941), короля Испании (1886—1931), и принцессы Виктории Евгении Баттенбергской (1887—1969).

## Биография
Родился 23 июня 1908 года в королевском дворце Ла-Гранха в провинции Сеговия. В детстве (1912) перенес операцию на ухо (мастоидит), в результате чего стал глухим. В дальнейшем он научился читать по губам.
23 июня 1933 года инфант Хайме отказался от своих прав на испанских престол за себя и своих потомков. Тогда же отец Альфонсо XIII пожаловал ему титул герцога Сеговии.
28 февраля 1941 года после смерти своего отца Альфонсо Хайме де Бурбон провозгласил себя старшим наследником дома Капетингов, наследником французского трона и главой Дома Бурбонов. Затем он принял титул герцога Анжуйского и стал, по мнению французских легитимистов, претендентом на французский престол. Большая часть французских легитимистов считала его Генрихом VI, а меньшинство — Иаковом II. Сам Хайме после 1957 года подписывал все документы под именем Жак Анри.
В 1921 году Хайме стал кавалером Ордена Золотого руна. В 1925 году отец пожаловал Орден Карлоса III с цепью и большой крест Ордена Изабеллы Католической. В 1931 году принц получил цепь Ордена Изабеллы Католической.

## Брак и дети
4 марта 1935 года в Риме женился на виконтессе Виктории Жанее Жозефине Пьере Эммануэли де Дампьер (8 ноября 1913, Рим — 3 мая 2012, Рим), дочери французского дворянина Роже де Дампьера (1892—1975), 2-го герцога Сан-Лоренцо-Нуово и виконта де Дампьера, и итальянской дворянки Донны Виттории Русполи (1892—1982), дочери Эммануэля Русполи, 1-го принца Поджо Суаза, и американки английского происхождения Жозефины Марии Кёртис. Супруги имели двух сыновей:
- Альфонсо (20 апреля 1936 — 30 января 1989), герцог Анжуйский и Кадисский
- Гонсало (5 июня 1937 — 27 мая 2000), герцог Аквитанский

4 мая 1947 года Дон Хайме и Эммануэль де Дапьер были разведены в Бухаресте. Итальянский суд признал развод в 1949 году, а испанский суд никогда не признавал. 3 августа 1949 года в Инсбруке Дон Хайме вторично женился на певице Шарлотте Луизе Августе Тидеман (2 января 1919, Кенигсберг — 3 июля 1979, Берлин), дочери Отто Евгения Тидемана и Луизы Клейн. Несмотря на второй брак, римско-католическая церковь и французские легитимисты всегда признают Эммануэль де Дампьер единственной женой Дона Хайме. Его первая жена 21 ноября 1949 года в Вене вышла замуж за Антонио Соццани (12 июля 1918 — 6 января 2007), сына Чазаре Соццани и Кристины Алемани.

## Отречение
6 декабря 1949 года Дон Хайме отказался от своего отречения от испанского королевского трона. 3 мая 1964 года он принял титул герцога Мадридского как лидер части карлистов. Легитимисты из карлистов, которые не поддерживали Бурбон-Пармский дом после смерти в 1931 году Альфонсо Карлоса, герцога Сан-Хайме, признавали его как короля Испании Хайме IV.
19 июля 1969 года Дон Хайме по ходатайству своего старшего сына Альфонсо де Бурбона окончательно отказался от претензий на испанский престол в пользу своего племянника Хуана Карлоса, будущего короля Испании.
Дон Хайме скончался в госпитале Санкт-Галлена в Швейцарии 20 марта 1975 года. Он был похоронен в Королевском монастыре Эскориал в окрестностях Мадрида.

## Награды
- Кавалер ордена Золотого руна (1921)
- Кавалер Большой Цепи ордена Карлоса III (1925)
- Кавалер Большого Креста ордена Изабеллы Католической (1925)
- Кавалер ордена Калатравы (1928)
- Кавалер Большой цепи ордена Изабеллы Католической (1931)
- Главный Командор ордена Калатравы (1931)
- Кавалер датского ордена Слона (1929)
- Константиновский военный орден Святого Георгия (Бурбон-Сицилийский дом)
- Орден Орла Грузии и Плащаницы (Дом Багратионов)